# Pietro Germi - Il bravo, il bello, il cattivo
Pietro Germi - Il bravo, il bello, il cattivo è un documentario italiano del 2009 diretto da Claudio Bondì.
È stato presentato in anteprima mondiale durante la 62ª edizione del Festival di Cannes.

## Trama
Racconta il percorso cinematografico di Pietro Germi riscoperto attraverso le testimonianze dei suoi attori, ma anche attraverso i suoi collaboratori più stretti e i familiari. 
Il film si articola nei quattro momenti fondamentali: Il Neorealismo, i film di genere, l’invenzione della commedia all’italiana e i tentativi di percorrere nuove linee narrative, in un momento di grandi innovazioni.